# Abd al-Ati al-Ubajdi
Abd al-Ati al-Ubajdi, arab. ‏عبد العاطي العبيدي‎ (ur. 10 października 1939 w Al-Dżabal al-Achdar, zm. 16 września 2023 w Trypolisie) – libijski polityk, premier Libii.

## Życiorys
Od 2 marca 1977 do 1 marca 1979 sekretarz Generalnego Komitetu Ludowego – premier Libii. Od 2 marca 1979 do 7 stycznia 1981 sekretarz generalny Powszechnego Kongresu Ludowego – prezydent Libii.
W latach 1982–1984 minister spraw zagranicznych. 5 kwietnia 2011 ponownie objął stanowisko ministra spraw zagranicznych.